# Bromelina

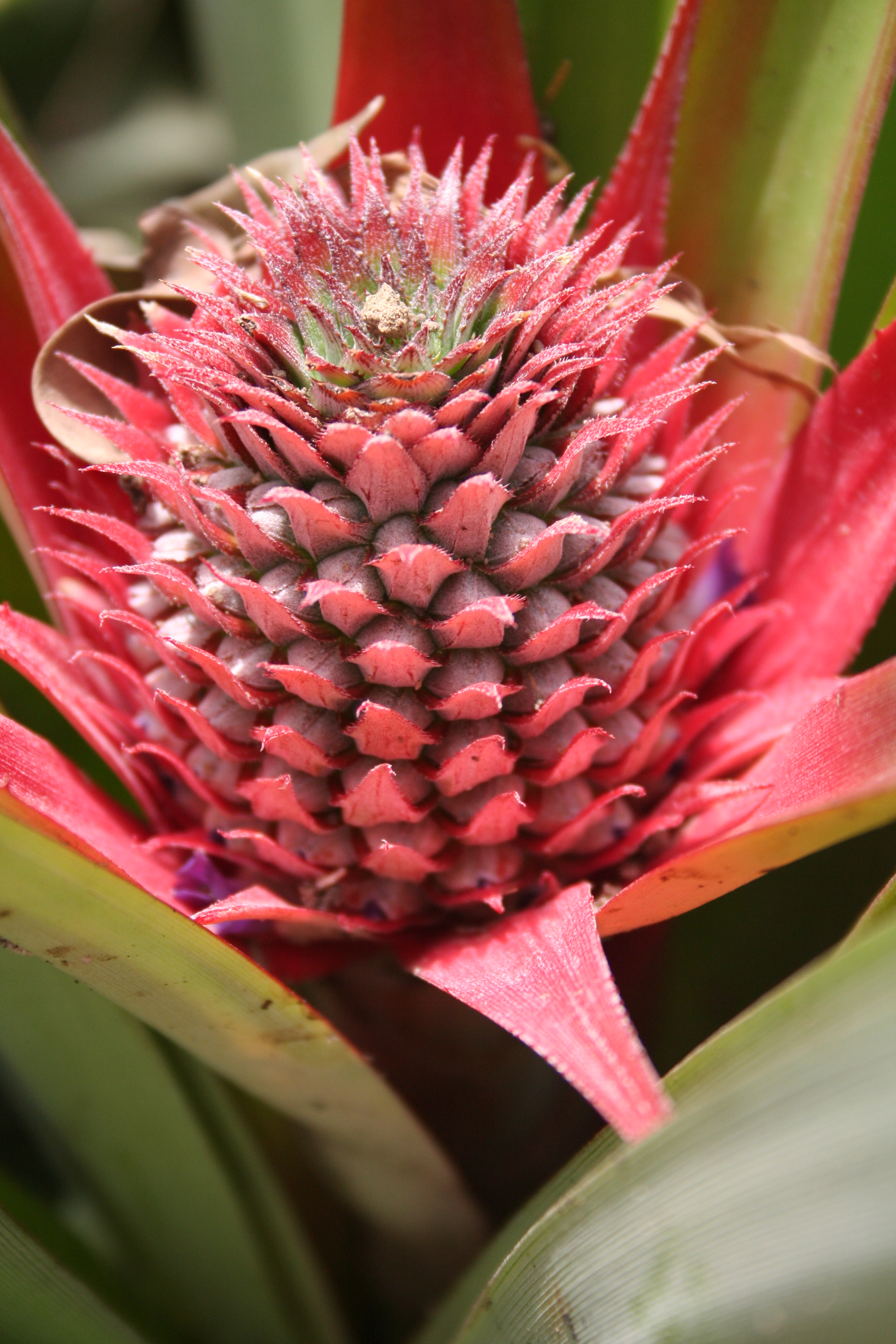
Infiorescenza di Ananas comosus, da cui si estraggono le due forme di bromelina

Il termine generico di bromelina si riferisce a due enzimi proteolitici (ossia proteine in grado di degradare altre proteine in amminoacidi), individuati in Ananas comosus (famiglia delle Bromeliaceae, da cui il nome). 

## Forme di bromelina
La prima forma a essere individuata fu la bromelina del frutto dell'ananas, caratterizzata grazie a studi sul suo utilizzo in ambito erboristico e nella medicina popolare. Successivamente fu individuata una seconda forma, detta bromelina del gambo, utilizzata oggi in campo erboristico industriale. Infatti nel gambo la bromelina è più concentrata che nel frutto, per cui l'estrazione risulta più economica, visto che l'utilizzo del frutto da parte dell'industria alimentare ne fa innalzare il costo, mentre il gambo non è la parte di maggior interesse della produzione alimentare. In quanto enzima, la sua concentrazione si esprime spesso in unità proteolitiche, o unità Rorer o più comunemente U.I. (unità internazionali), piuttosto che in unità ponderali, facendo riferimento alla purezza oltre che alla quantità. Chimicamente si distinguono quattro frazioni di bromelina, con formule chimiche leggermente differenti tra loro, sebbene alcuni autori suggeriscano che le diversità si produrrebbero durante i processi di purificazione. Comunque, visto che le varie frazioni posseggono attività sovrapponibile, si utilizza, di solito, la miscela nella forma naturale.

## Attività farmacologica
In quanto enzima proteolitico, la bromelina è utilizzata nelle dispepsie, spesso in associazione con estratti pancreatici, ma il suo utilizzo principale è come antinfiammatorio e antiedematoso principalmente in ambito erboristico. È particolarmente utilizzato nel trattamento degli stati infiammatori dei tessuti molli associati a trauma, nelle infiammazioni localizzate, specialmente in presenza di edema, e nelle reazioni tissutali postoperatorie. Come anti infiammatorio trova impiego anche ad alti dosaggi. La sicurezza dell'impiego della bromelina rispetto ad altri preparati ayurvedici (medicina orientale basata sull'uso delle erbe) antinfiammatori deriva dalla differenza nel suo meccanismo di azione: infatti laddove i FANS inibiscono la cicloossigenasi, bloccando la sintesi di prostaglandine, la bromelina "dirotta" questa sintesi, incrementando la produzione di prostaglandine ad attività antinfiammatoria a discapito di quelle ad attività pro-infiammatoria, in tal modo evitando il danno gastrointestinale tipico dei FANS. Altre attività naturali della bromelina includono un'azione antitrombotica, un'attività ipotensiva e la capacità di solubilizzare le placche aterosclerotiche. È nota la sua capacità sinergica nelle terapie antibiotica e antitumorale.  Per uso topico si sfrutta l'azione cheratolitica e di "pulizia" dei lembi di pelle morta in prossimità di ulcere e ustioni; da poco in Italia sono stati messi in commercio preparati erboristici a base di bromelina per uso topico. Un utilizzo collaterale della bromelina sfrutta la sua proprietà antidiarroica, tramite inattivazione temporanea dei recettori intestinali delle tossine batteriche. Il settore erboristico, date le succitate funzioni svolte dalla bromelina, risulta quello di maggior impiego del citato estratto.
L'EMA ha approvato questo prodotto solo per la rimozione del tessuto morto, una procedura che si chiama lo sbrigliamento.

## Farmacocinetica
L'assorbimento della bromelina dopo somministrazione orale è intorno al 40%, quindi soddisfacente e interessante in quanto la mucosa gastrointestinale è generalmente ritenuta impermeabile alle proteine. Questi dati suggeriscono la presenza di un sistema di trasporto attivo. La sua emivita plasmatica è compresa tra 6 e 9 ore. Gli enzimi proteolitici sono normalmente inattivati dalle "cistatine", sostanze normalmente presenti nella saliva. Nonostante la buona resistenza della bromelina a questa inattivazione, essa viene normalmente somministrata in compresse gastroresistenti. È noto il suo impiego anche per via iniettiva, sebbene non siano registrati in Italia farmaci per questa impiego.

## Controindicazioni
La bromelina è controindicata in pazienti con gravi disfunzioni renali o epatiche, ed è necessario uno stretto controllo in pazienti emofiliaci o comunque soggetti a disordini della coagulazione del sangue. Effetti collaterali nell’uomo sembrano essere a bassa incidenza (pari all'1,8% per reazioni allergiche, disturbi gastrici occasionali, diarrea e nausea). Un piccolo segmento della popolazione che manifesta una sensibilità all'ananas può essere sensibile alla integrazione di bromelina.

## Varie
L'azione proteolitica della bromelina conduce al suo utilizzo da parte dell'industria alimentare per intenerire le carni in scatola, per chiarificare la birra e in generale nella preparazione di alimenti precotti. Esistono in natura sostanze dalle caratteristiche simili, tra le quali hanno goduto di un qualche interesse farmacologico le sole papaina e ficina, la prima estratta dalla papaya (Carica Papaia L., famiglia delle Caricaceae, ordine delle Parietales), la seconda dal fico (Ficus carica L., famiglia delle Moraceae, ordine delle Urticales). Queste sostanze sono attualmente utilizzate esclusivamente dall'industria per scopi simili a quelli della bromelina. Il loro uso può essere correlato alla preesistenza di coltivazioni per l'impiego alimentare dei frutti e al fatto che gli enzimi sono presenti nel lattice che si estrae per incisione del fusto, una tecnica che non inficia la produzione alimentare. Infatti, altri enzimi congeneri estratti da piante più o meno diffuse, ad esempio l'actinidina estratta dal frutto acerbo del kiwi (Actinidia chinensis Planch.), hanno ricevuto una considerazione molto minore.